# Fritz Rosenthal
Julius Friedrich (Fritz) Wilhelm Rosenthal, född 9 februari 1870 i Vechelde, Braunschweig, Tyskland, död 29 september 1939 i Sverige, var en tysk-svensk målare och dekorationsmålare.
Rosenthal studerade målning och konst i Tyskland. Han flyttade i slutet av 1800-talet till Sverige och blev svensk medborgare 1921. I Stockholm utförde han ett flertal dekorativa väggmålningar i olika fastigheter och i några privatbostäder samt omfattande målningar i Apoteket Storken. Hans stafflikonst består av porträtt och landskapsmålningar med motiv hämtade från Norrland.    